# Genpuku
Genpuku (jap. 元服 także genbuku) – japońska ceremonia dla chłopców w wieku 11-17 lat (typowo ok. 12 roku życia), przechodzących w etap dorosłości. Ceremonia ta jest również znana pod nazwą kakan (加冠), uikōburi (初冠), kanrei (冠礼), shufuku (首服) oraz hatsu-motoyui (初元結).
Rytuał ten ma swoje początki w epoce Nara. Początkowo obejmował dzieci z rodzin arystokratycznych i samurajskich. W późniejszych wiekach, zmieniając swój charakter, objął wszystkie grupy społeczne w całym kraju. Dawniej po ceremonii genpuku chłopcy stawali się pełnoprawnymi członkami swojej społeczności. Mogli zakładać rodziny i brać udział w religijnych i politycznych sprawach społeczności.

## Na czym polega
Chłopiec w odpowiednim wieku jest zabierany do świątyni swego kami (patrona, ducha opiekuńczego), gdzie otrzymuje swój pierwszy w życiu dorosły ubiór, w którym prezentuje się przed swym patronem i zebranymi. Jego dziecięce uczesanie jest zmieniane na takie, które bardziej odpowiada osobie dorosłej (角髪, mizura). Otrzymuje też nowe imię (烏帽子名, eboshi-na), z którym wchodzi w dorosłe życie. 
Analogiczna ceremonia, lecz dla dziewczynek nazywała się mogi (裳着). Była przeprowadzana w kręgu dziewczynek w wieku 12-14 lat i analogicznie polegała przede wszystkim na prezentacji w dorosłym ubiorze.
W dzisiejszych czasach obie te ceremonie (genpuku oraz mogi) zostały zastąpione przez odbywającą się co roku ceremonię  wchodzenia w dorosłość dla chłopców i dziewcząt w wieku 20 lat, oraz przez ceremonię seijin-shiki, urządzanej dla uczniów, którzy skończyli 15 lat.